# فردریک دیوید شوارتز
فردریک دیوید شوارتز (انگلیسی: Frederic Schwartz؛ ۱ آوریل ۱۹۵۱ – ۲۸ آوریل ۲۰۱۴) معمار اهل ایالات متحده آمریکا بود.